# Амануэль Месель
Амануэль Месель Тикуе — эритрейский легкоатлет, который специализируется в беге на длинные дистанции. Серебряный призёр кросса Internacional de Soria 2012 года. Серебряный призёр Пражского полумарафона 2013 года с результатом 1:00.10 — уступил десятые доли секунды своему соотечественнику Зерсенаю Тадесе. 12 мая 2013 года занял 6-е место на Пражском марафоне с результатом 2:11.51.
На олимпийских играх 2012 года выступал в беге на 5000 метров, на которой он не смог выйти в финал.
17 ноября 2013 года занял 2-е место на Валенсийском марафоне — 2:08.17.